# Прва књига Дневника
Прва књига дневника, Прва књига летописа, Паралипоменон или хроника (грч. Παραλειπομενων) је прва од два канонске књиге дневника у Танаху и Старом завету, чији је ауторство се традиционално приписује пророку Јездри..